# Bristol (Rhode Island)
Bristol ist eine Stadt im Bristol County, Rhode Island der Vereinigten Staaten. Bei der Volkszählung im Jahr 2020 wurden 22.493 Einwohner ermittelt.
Bristol wurde nach der gleichnamigen Stadt in England benannt. Sie erlangte nationale Berühmtheit durch die ältesten, am längsten dauernden Unabhängigkeitstagsfeiern in den Vereinigten Staaten seit 1785. Bristol trägt daher auch den Titel „patriotischste Stadt Amerikas“. Bristols mannigfaltiges Kulturerbe ist durch starken portugiesisch-amerikanischen (Azoren) und italienisch-amerikanischen Einfluss geprägt.

## Geschichte
1675 wurde in unmittelbarer Nähe zum heutigen Bristol, in Mount Hope, die erste Schlacht im King Philip’s War geschlagen.
Während des Amerikanischen Unabhängigkeitskrieges wurde die Stadt gleich zwei Mal von den Briten bombardiert. Am 7. Oktober 1775 verweigerten die Bristoler dem Kapitän der HMS Rose die Verpflegung, woraufhin dieser die Stadt beschießen ließ, bis man einen Waffenstillstand auf die Beine gestellt hatte.
Drei Jahre später, am 25. Mai 1778, zerstörten 500 britische Soldaten und deutsche Söldner bei ihrem Durchmarsch etwa 30 Gebäude und nahmen einige Gefangene mit nach Newport.
In den vorigen drei Jahrhunderten war die Stadt ein wichtiger Umschlagplatz für Rum, Sklaven und Melasse. Sie fungierte als Handelspunkt zwischen Afrika, den Karibischen Inseln und Neu-England.

## Wirtschaft
Bristol hat einen Tiefwasserhafen. Hauptsächlich lebt die örtliche Industrie vom Schiffbau, der seit dem 17. Jahrhundert die Stadt prägt. Eine weitere Einnahmequelle der Stadt ist der Tourismus. Das Schulsystem der Stadt ist mit dem des benachbarten Warren Island verbunden.

## Söhne und Töchter der Stadt
- Benjamin Bourne (1755–1808), Jurist und Politiker
- James DeWolf (1764–1837), Unternehmer und Politiker
- Byron Diman (1795–1865), Politiker
- Nathanael Herreshoff (1848–1938), Yachtkonstrukteur, -designer und Bootsbauer
- Edward L. Leahy (1886–1953), Politiker und Jurist
- Norman René (1950–1996), Theater- und Filmregisseur
- Billy Andrade (* 1964), Profigolfer der PGA TOUR